# Parvati

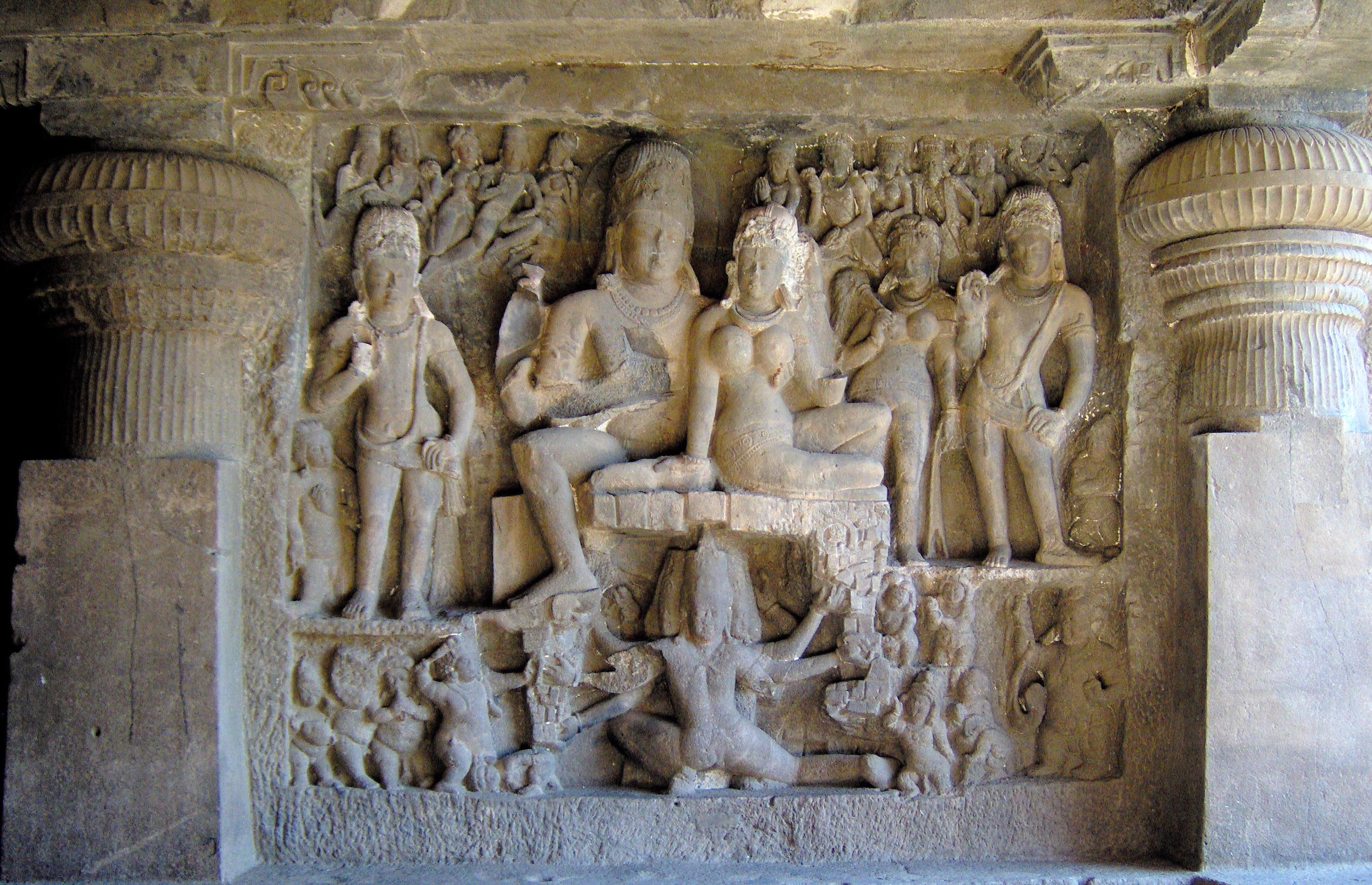
Altorilievo raffigurante Parvati e Śiva a Ellora.

Parvati (in sanscrito पार्वती, Pārvatī) è una dea dell'induismo, manifestazione benevola di Śakti. È consorte di Śiva e madre di Gaṇeśa e Skanda.

## Etimologia
Parvati è una delle parole sanscrite per "montagna"; "Parvati" si può tradurre quindi come "Figlia della montagna" e si riferisce alla sua nascita da Himavan, per l'appunto il Signore/Sovrano delle Montagne. I genitori di Parvati sono infatti Himavat, la personificazione delle cime dell'Himalaya, e l'apsaras Menā. 
Parvati è nominalmente la seconda consorte di Śiva, ma è comunemente considerata la reincarnazione della prima, Sati, figlia di Dakṣa e detta quindi Dakshayani. 
Altri nomi di Parvati comprendono Uma, Lalitha, Gauri, Shivakamini, Aparna, Nanda (da qui la sua oggettivazione nel Nanda Devi), l'epiteto materno Mataji, e altre centinaia; il Lalita sahasranama contiene la lista completa.

## Nascita e matrimonio
Nei Purāṇa è narrata la storia del matrimonio tra Sati e Śiva, non approvato dal padre di lei, Dakṣa. Quando Sati scoprì del disgusto provato dal padre per il suo consorte si immolò gettandosi nel fuoco. Śiva conservò il corpo di Sati per lunghi anni, finché essa non si reincarnò in Parvati, figlia di Himavat.
Nel Kumārasāmbhavam, romanzo epico di Kālidāsa, è dettagliata con grande efficacia poetica la storia di Parvati. Parvati era una fanciulla innamorata di Śiva, e Kama, dio dell'amore, per aiutarla scoccò una freccia in direzione del dio mentre meditava, in modo da attirare la sua attenzione. Ciò però fece perdere la concentrazione a Śiva che aprì il suo terzo occhio, ed incenerì Kama all'istante, e così il mondo perse il kāma (desiderio sessuale) e divenne povero e infertile. Parvati ebbe però l'occasione di parlare con Śiva e, dopo il loro matrimonio, per sua intercessione Kama fu risuscitato.

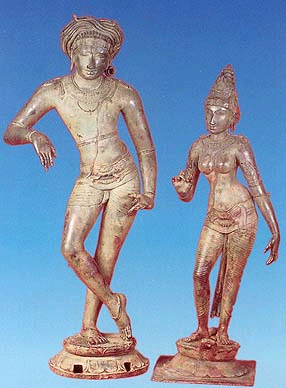
Statue di bronzo raffiguranti Śiva e Parvati, XII secolo.

## Simbolismo
Considerata benevola, è quasi sempre ritratta assieme al suo consorte, di cui rappresenta il perfetto completamento, ed agisce sempre in quanto sposa di quest'ultimo. Possiede forme terrificanti come Durgā e Kālī.

## Venerazione
È particolarmente venerata dalle donne sposate che pregandola chiedono salute e longevità per i loro mariti.
È scritto nel Saundarya Lahiri, famosa opera letteraria sulla dea, che lei è la fonte di ogni potere nell'Universo, e che da lei Shri Śiva trae il suo immenso potere. Talvolta nelle raffigurazioni di Śiva metà del suo corpo ha l'aspetto di Parvati.

## Influenze nella cultura di massa
- Nel manga 3x3 occhi, la protagonista, Pai, è in realtà la dea Parvati (la triclope Parvati IV), mentre il suo nemico Benares è in realtà un emissario del suo amato Shiva. Inoltre il clone di Pai, creato dal popolo sacro, viene chiamato Kali (uno degli aspetti della dea).
- Nella serie televisiva de I Soprano alla prima puntata della seconda stagione, Guy Walks Into a Psychiatrist's Office, compare il personaggio di Janice Soprano sorella di Tony, ella si fa chiamare Parvati.
- Siriaz y Malo, nel mese di novembre del 2022, sono usciti con un brano intitolato "PARVATI", il quale va a rappresentare l'amore universale in tutte le sue forme.